# Meteorvas

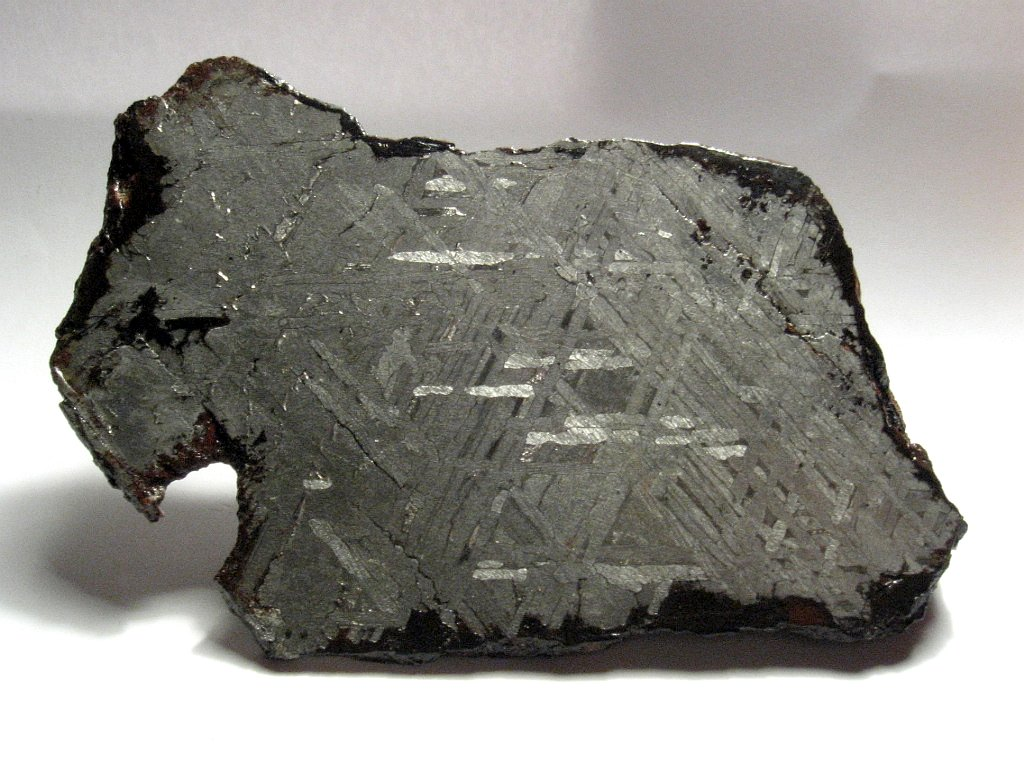
A tolucai vasmeteorit 500 g-os metszete

A bolygóközi térből hozzánk érkező meteoritok mindig tartalmaznak termésvasat. Háromféle kozmikus származású anyag kerül Földünkre:
- meteorkő, mely túlnyomórészt szilikátásványok együtteséből áll; továbbá
- meteorvas (sziderit), mely főleg vas, illetőleg vas-nikkel-ötvözet. Végül
- sziderolit, amely kettő közötti átmenet, részben vas, részben bázisos szilikát (olivin) alkotja.

A meteorikus vas többnyire nikkellel ötvözött. A vasmeteoritokban átlagosan 6-10% a Ni-tartalom. A kőmeteoritok aprószemcsés fémes fázisa némileg több, kb. 14-18% nikkelt tartalmaz. A meteoritok fémfázisában korlátozott elegyedés folytán a nikkelben gazdagabb részek elkülönülnek a kisebb nikkeltartalmú ötvözettől. Az elkülönülés rendezetten, kristálytani irányok, illetőleg síkok szerint megy végbe. Innen ered a vasmeteoritok megcsiszolt (és étetett) felületén jelentkező hálózat, az úgynevezett Widmannstätten-féle rajzolat. Az egyik ötvözet a nikkelszegény (tércentrált α-vas szerkezetű) karnacit, mely a meteorvas oktaédersíkjai szerinti lemezrendszert alkot. 
A kamacitlemezeket kétoldalt nikkelben gazdagabb (γ-vas, szerkezetű) ténit-szegély kíséri. E kettős ötvözetből alakul ki a csiszolt felület szabályszerű szalaghálózata. A lemezek közti teret a két ötvözet finom szövedékű elegyéből álló plesszit tölti ki. A kristályos fémfázis fő tömegét tehát a plesszit alkotja. A vasmeteoritok túlnyomó részére a vázolt struktúra jellemző, s ezért a csoportot az oktaedrit néven foglalják össze, szemben a hexaedrit típussal, melyben szételegyedés nincsen, az egész vasmeteorit karnacit egykristály (4-5% Ni-tartalommal); benne csak finom, párhuzamos vonalazottságot látunk (Naumann-féle vonalak). Ez kocka szerinti ikerlemezesség, mely - minden jel szerint -a földi becsapódás hatására jött létre. A meteorvas kevés más fémet, kb. 0,5% kobaltot, továbbá csekély mennyiségben mangánt, rezet, krómot, valamint platinafémeket is tartalmaz.